# Sportovní Klub Slavia Praha 1993-1994
Questa voce raccoglie le informazioni riguardanti lo Sportovní Klub Slavia Praha nelle competizioni ufficiali della stagione 1993-1994.

## Stagione
Lo Slavia Praga disputa il suo primo campionato ceco: alla guida di Jarabinský (Beránek è il vice), la squadra parte male uscendo praticamente subito dalla lotta al titolo. La ripresa s'intravede alla sesta giornata quando i biancorossi battono una delle capoliste (il Baník Ostrava) e costringono i cugini dello Sparta sul pari. Una costante rimonta porta lo Slavia fino ai vertici della graduatoria ma dopo 30 giornate lo Sparta è davanti di ben 6 punti.
In Europa lo Slavia esce subito dai giochi contro i greci dell'OFI Creta (1-2).

## Calciomercato
Vengono ceduti Hunal (Kladno), Juraško (Chmel Blšany), Petrouš (Viktoria Žižkov), Binić (APOEL), nel gennaio 1994 Prazenica (Hajduk Spalato) e nel marzo 1994 Kuka (Kaiserslautern).
Vengono acquistati Hyský, Kozel (Švarc Benešov), Novotný (Union Cheb), Hipp (Nitra), Pixa, Šimáček, Kulhanek e nel gennaio 1994 Fryc (České Budějovice), Knoflíček (Švarc Benešov), Novák (Slovan Liberec) e Veselý (Viktoria Žižkov).

## Rosa
| N. |                      | Ruolo | Calciatore       |
| -- | -------------------- | ----- | ---------------- |
|    | Rep. Ceca (bandiera) | P     | Zdenek Jánoš     |
|    | Rep. Ceca (bandiera) | P     | Stanislav Vahala |
|    | Rep. Ceca (bandiera) | D     | Radek Bejbl      |
|    | Rep. Ceca (bandiera) | D     | Martin Hyský     |
|    | Rep. Ceca (bandiera) | D     | Luboš Kozel      |
|    | Rep. Ceca (bandiera) | D     | Jiří Lerch       |
|    | Rep. Ceca (bandiera) | C     | Pavel Novotný    |
|    | Rep. Ceca (bandiera) | C     | Martin Penicka   |
|    | Rep. Ceca (bandiera) | C     | Jaroslav Šilhavý |
|    | Rep. Ceca (bandiera) | C     | Jan Suchopárek   |
|    | Rep. Ceca (bandiera) | C     | Patrik Berger    |
|    | Rep. Ceca (bandiera) | C     | Libor Fryc       |

| N. |                       | Ruolo | Calciatore        |
| -- | --------------------- | ----- | ----------------- |
|    | Slovacchia (bandiera) | C     | Michal Hipp       |
|    | Rep. Ceca (bandiera)  | C     | Bohuslav Pixa     |
|    | Rep. Ceca (bandiera)  | C     | David Šimáček     |
|    | Rep. Ceca (bandiera)  | C     | Vladimír Šmicer   |
|    | Russia (bandiera)     | C     | Vladimir Tatarčuk |
|    | Rep. Ceca (bandiera)  | A     | Ivo Knoflíček     |
|    | Rep. Ceca (bandiera)  | A     | Martin Kulhanek   |
|    | Rep. Ceca (bandiera)  | A     | Radim Nečas       |
|    | Rep. Ceca (bandiera)  | A     | Jiří Novák        |
|    | Slovacchia (bandiera) | A     | Štefan Rusnák     |
|    | Rep. Ceca (bandiera)  | A     | František Veselý  |